# Фінґон
Фінґон (англ. Fingon) — у легендаріумі Дж. Р. Р. Толкіна найстарший син Фінґольфіна, званий Відважним. Врятував Маедроса з полону Моргота. Верховний Король Нольдорів після загибелі батька., правитель Гітлуму. Командував військом ельфів і людей у Битві Незлічених Сліз і загинув у ній.

## Життєпис

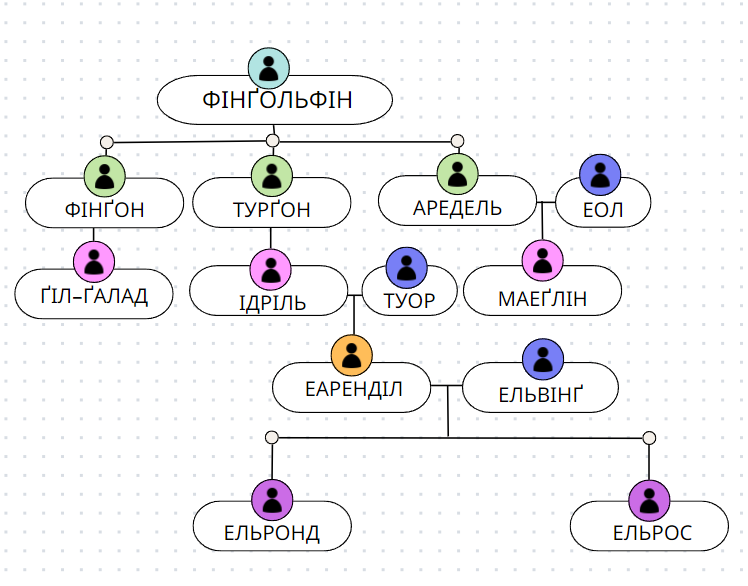
Дім Фінґольфіна

#### Клятва Феанора та прибуття в Середзем'я
Фінґон був найстаршим сином Фінґольфіна. Він пішов із рушенням Феанора до Середзем'я, був присутній при Першому Братовбивстві в Альквалонде, а потім, разом із батьком Фінґольфіном та рештою народу, був покинутий на півночі Аману через зраду Феанора.  
Хоч і з великими втратами, вони дісталися Середзем'я, перетнувши протоку Гелькараксе і здолавши крижані гори.
По прибуттю, їх народ оселився в Гітлумі і відтоді Фінґольфін і Фінґон правували цими землями.

#### Порятунок Маедроса
Невдовзі Фінґон дізнався, що Маедрос (найстарший син Феанора) у полоні, тому він вирушив на його пошуки, в пам'ять про давню дружбу. За допомогою Манве та Орлиного Короля Торондора він врятував свого друга і таким чином примирив нольдорів.
Маедрос вибачився за зраду свого батька і зрікся титулу Короля Нольдорів. Таким чином цей титул перейшов до дому Фінґольфіна.

#### Даґор— Аґлареб
Потім відбулася 3 битва за Белеріанд — Даґор — Аґлареб (Славетна Битва), де військо Фінґольфіна та Фінґона, а також Маедроса здобуло перемогу.

#### Боротьба з Ґлаурунґом
А коли минув певний час, Моргот випустив найпершого з драконів Півночі — Ґлаурунґа. Тоді Фінґон виїхав супроти нього з лучниками та оточив його. У підсумку, Ґлаурунґ втік до Анґбанда і ще довгі роки не показувався.  

#### Даґор— Браґоллах та отримання титулу Короля Нольдорів
Потім почалася 4 битва за Белеріанд — Даґор — Браґоллах (Битва Раптового Полум'я), в якій славетно загинув Фінґольфін, і після його смерті управляння Гітлумом та титул Верховного Короля Нольдорів перейшли до Фінґона.  

#### Битва в Гітлумі
Коли минуло 7 років після Даґор — Браґоллаху, Моргот поновив наступ і вислав орків проти Гітлуму. Король Фінґон вирішив відбити наступ з півночі та здобув перемогу. До того ж в цей час Гурін встав на службу до Фінґона і правив Дор-ломіном.  

#### Нірнаєт— Арноєдіад
Потім було створено Союз Маедроса для боротьби з Ворогом і Фінґон, разом зі своїм воїнством, теж приєднався до нього. Так розпочалася 5 битва за Белеріанд — Нірнаєт — Арноєдіад (Битва Незлічених Сліз). Це була нищівна битва, яка закінчилася поразкою союзників більшою мірою через зраду людей.
Фінґон атакував з військом, але їх відкинули з великими втратами. Після цього його воїнство відступало, зазнавши втрат. Невдовзі до війська Фінґона прийшов на допомогу Турґон (його брат) на чолі війська Гондоліну. І тоді замайоріла надія, однак Моргот випустив останні війська з Анґбанда і поле битви заполонили не лише орки, але й вовки, бальроґи та дракони. Тому так і сталося, що до Фінґона надійшов Готмоґ — Володар Бальроґів, який оточив його і накинувся. Тривала затята битва, допоки Фінґона не атакував ззаду ще один бальрог, через що він втратив рівновагу і Готмоґ посік його сокирою.  
Так загинув Король Нольдорів Фінґон — син Фінґольфіна, правитель Гітлуму.  
Після битви перестало існувати королівство Гітлум і жоден з його воїнства не повернувся живим.